# Savakot

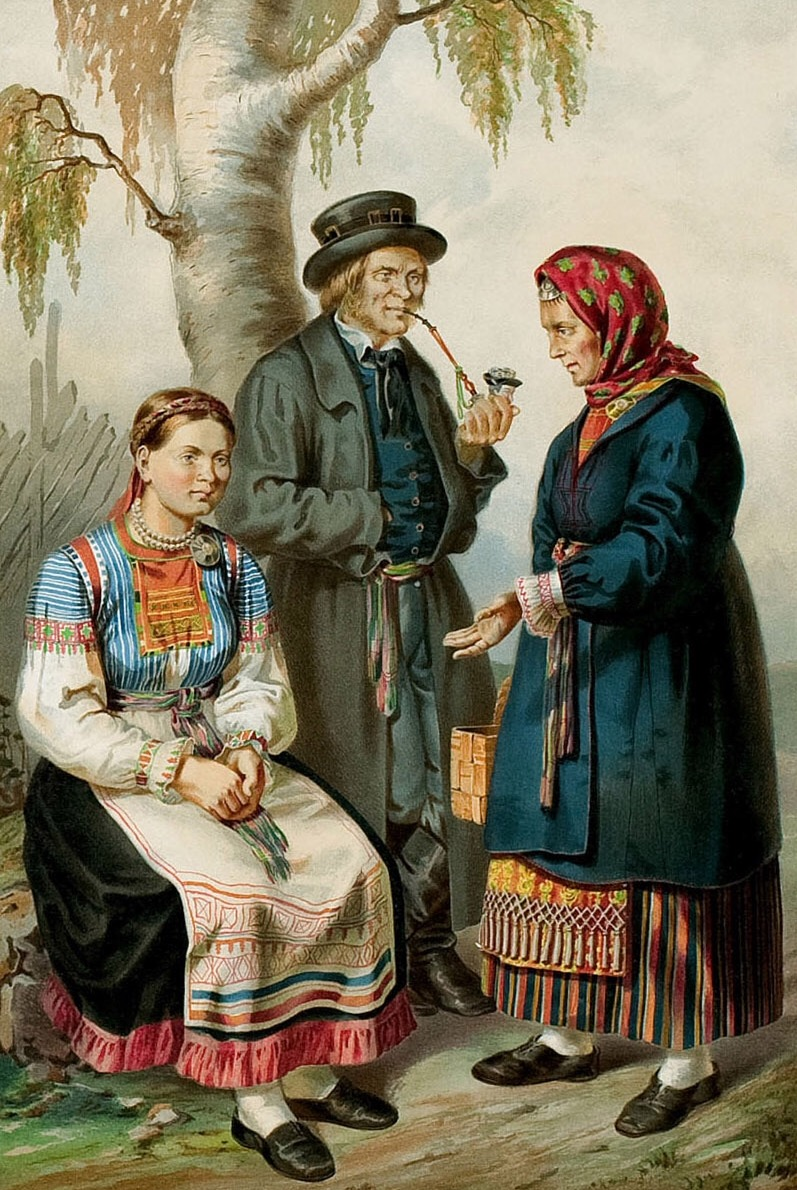
Äyrämöiset och savokat-finnar, 1862.

Savakot, även Sawokat och Sawakot, (ryska: Савакоты) var ett finskspråkigt folk vid Karelska näset i Leningrad oblast, som enligt traditionen härstammar från Savolax i östra Finland.
Trots den språkliga gemenskapen med äyrämöiset, som också bebodde samma geografiska område, var savokat åtskilt från dem genom olika folkdräkter.
Språkvetaren Anders Johan Sjögren uppmärksammade på 1830-talet skillnaderna mellan savokat-dialekten och äyrämöiset-dialekten och deras respektive folkdräkter.  